# Acalypha tunguraguae
Acalypha tunguraguae é uma espécie de flor do gênero Acalypha, pertencente à família Euphorbiaceae.